# Althaea
Althaea es un género de 18 especies aceptadas, de las 170 descritas, de herbáceas anuales o perennes perteneciente a la familia Malvaceae.

## Descripción
Hierbas anuales o perennes con tallos generalmente tomentosos o densamente pubescente. Hojas enteras, crenadas, dentadas, palmatilobadas o palmatipartidas más o menos pubescentes. Flores relativamente pequeñas, en general largamente pedunculadas, solitarias o en fascículos axilares. Epicáliz de 6-12 piezas soldadas en la base y cáliz de 5 sépalos también soldados. Pétalos de 1-3 cm, obovados, generalmente emarginados, cuneados, con uña pubescente, coloreados de púrpura-azulado o blanquecinos. Carpelos uniloculares  en número de 8-25 en un solo verticilo. Fruto en esquizocarpo discoide con mericarpos indehiscentes, planos, de dorso convexo, ápteros, pubescentes o glabros.

## Distribución y hábitat
Son nativas de Europa y Asia occidental.

Se encuentran en bancales y riberas de ríos y charcas salobres, prefiriendo los suelos húmedos y arenosos.

## Ecología
Las especies de Althaea son alimento de las larvas de algunas especies de Lepidopteras, incluida Bucculatrix quadrigemina.

## Taxonomía
El género fue descrito por Carlos Linneo y publicado en Species Plantarum, vol.  2, p. 686, en el año 1753. La especie tipo es Althaea officinalis L.
Etimología
- Althaea del Griego αλθαία, -ας, derivado de άλθω, médico, medicina, curar; luego al Latín althaea, -ae, el Malvavisco o altea (Althaea officinalis), pero también otras malváceas.[2]

El género anteriormente tenía especies ahora incluidas en el género  Alcea.
Caracteres de diferenciación entre los géneros Althaea y Alcea
- Pétalos de 3-6cm; tubo estaminal con 5 ángulos, glabro; mericarpos biloculares, surcados y ligeramente alados en el dorso > Alcea
- Pétalos de 1-3cm; tubo estaminal cilíndrico, peloso en la base; mericarpos uniloculares, planos y ápteros en el dorso >	Althaea[4]

## Especies aceptadas
- Althaea angulata Freyn
- Althaea arborea (L.) Kuntze
- Althaea armeniaca Ten.
- Althaea bertramii Post & Beauverd
- Althaea cannabina L.
- Althaea chrysantha Sam.
- Althaea damascena Mouterde
- Althaea haussknechtii Baker f.
- Althaea hiri Parsa
- Althaea hirsuta L.
- Althaea × litvinovii Iljin
- Althaea loftusii Baker
- Althaea longiflora Boiss. & Reut.
- Althaea ludwigii L.
- Althaea octaviae Evenari
- Althaea officinalis L.
- Althaea oppenheimii Ulbr.
- Althaea villosa Blatt.[1]

## Compuestos químicos
La raíz contiene almidón (37%), mucílago (11%), pectina (11%), flavonoides, ácidos fenólicos, sacarosa y asparagina.

## Usos
Como hierbas medicinales se usan, en particular, para tratar las úlceras de garganta. También para las úlceras gástricas.
Las flores y los tallos tiernos son comestibles. A menudo se añaden a las ensaladas o se sirven hervidas o fritas. Se utilizan también como cosmético para la piel.